# Furnizor de servicii Internet
Furnizorii de servicii Internet sunt firme sau organizații care oferă conexiune și acces la Internet și servicii. Deseori ei sunt numiți "ISP", inițialele denumirii din limba engleză Internet Service Provider.
Accesul fizic la Internet poate fi prin linie de telefon comutată (dial-up), acces prin linie închiriată, linie de telefon ISDN, linie de telefon ADSL, cablu (de TV), radio, sistemul de telefonie mobilă GSM, sistemul de telefonie mobilă UMTS, satelit ș.a. Serviciile oferite pot fi servicii de tranzit Internet, înregistrare nume domeniu, colocație etc.
În general, un ISP facturează un abonament lunar, iar consumatorul poate utiliza Internetul în mod nelimitat ca volum de date, dar cu diverse viteze de transmisie. Planurile „rapide“ pentru companii sau utilizatori „grei“ impun uneori o limită la volumul de date transferat.
Viteza și disponibilitatea conexiunii Internet împarte serviciile pentru utilizatorii finali în două categorii:
1. pe linie comutată
2. de bandă largă (= de mare viteză )

Conexiunile pe linie comutată (dial-up) necesită o linie telefonică, și de obicei implică plata separată a impulsurilor telefonice la operatorul de telefonie. Conexiunile de bandă largă pot fi ISDN, Radio, Cablu, DSL, Internet prin Satelit sau direct Ethernet. Legătura de bandă largă e mai rapidă și este disponibilă permanent, dar în același timp este și mai scumpă.
Legăturile între diverșii ISP sau între punctele de prezență ale unui ISP sunt făcute de obicei printr-o rețea de tip „backbone“, capabilă să transmită un volum imens de informații, folosind deseori fibră optică.

## Moduri și medii de conectare la Internet a unui client
Sunt mai multe medii de acces oferit, cel mai comun e prin cablu Ethernet  cu conectori RJ45 și prin conectare fără fir la rețele 5G,4G și 3G. Și sunt mai multe moduri de conectare și autentificare la serverele ISP-istului pentru a avea acces la internet. Cel mai comun mod este prin autentificare cu user și parolă PPPoE și prin introducerea unei cartele SIM și setarea unui APN. Însă sunt mai multe.

### Medii și tehnologii de de conectare la internet

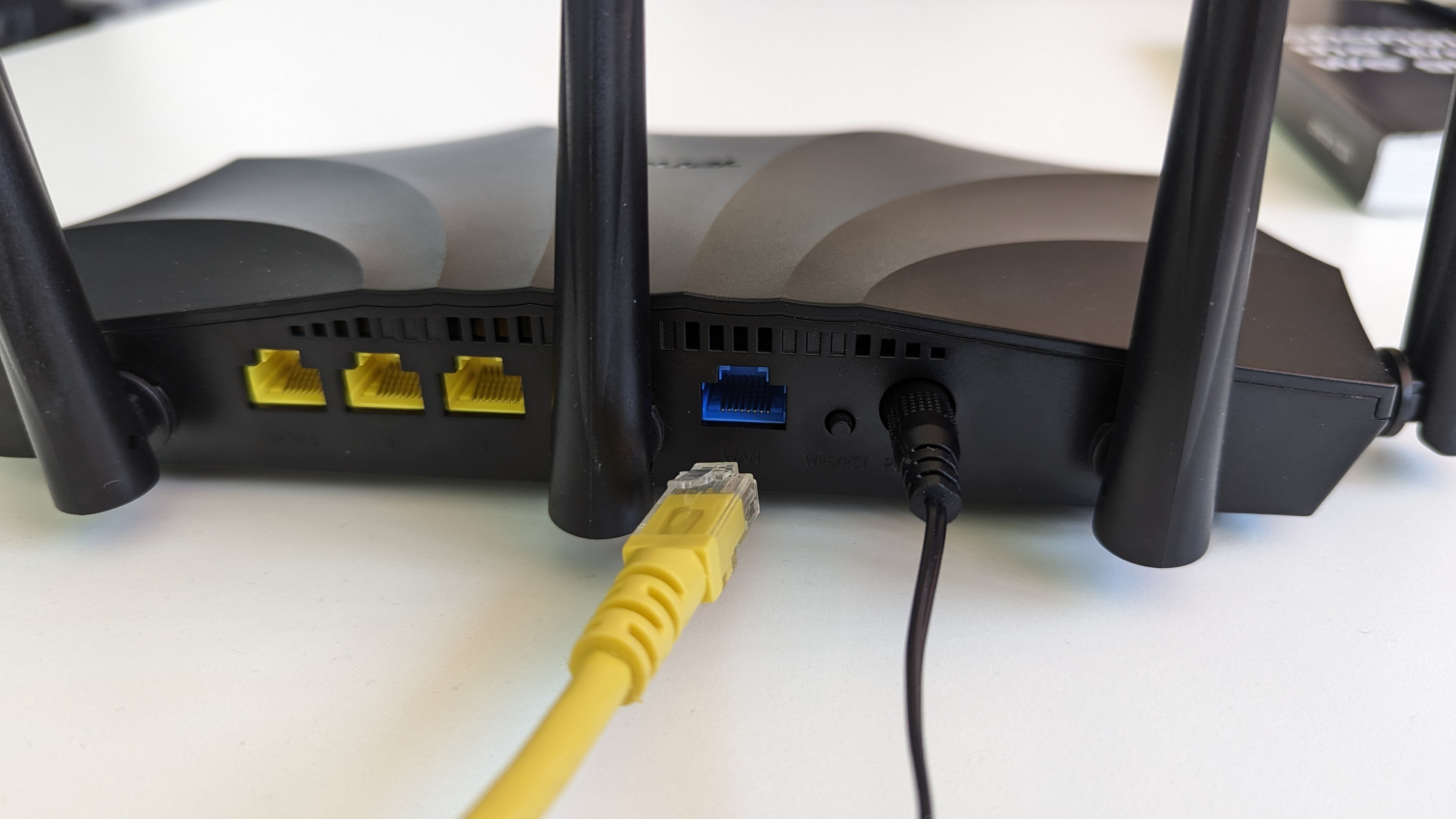
În cazul conectării prin cablu Ethernet, acesta se va introduce în portul WAN, care are conector RJ45 și de obicei e marcat separat de culoare diferită. În cazul de față portul WAN e albastru, iar porturile RJ45 galbene sunt pentru conectarea calculatoarelor care vor avea acces la internet.

- Cablu Ethernet: Acesta este un tip de conexiune la internet care utilizează cabluri coaxiale (cablu TV) sau Ethernet pentru a furniza acces la internet. De obicei se folosește cablu Ethernet cu conectori RJ45 și e cel mai comun în România pentru conexiunile terestre.
- DSL (Digital Subscriber Line): Aceasta este o tehnologie care permite transmiterea datelor de mare viteză peste liniile telefonice de cupru existente, iar echipamentul de rutare are mufă și conectori RJ11 pentru portul WAN.
- Satelit: Aceasta este o metodă de conectare la internet care utilizează un satelit pentru a transmite datele.
- Fibra optică: Aceasta este o tehnologie care utilizează fire de sticlă sau plastic pentru a transmite date la viteze foarte mari. De obicei echipamentul de rutare are un conector de fibră optică, sau se folosește un media convertor care convertește semnalul optic în semnal electric trimis pe un cablu Ethernet. Iar cablul Ethernet e introdus într-un ruter Wi-Fi.
- 4G/5G/3G: Acestea sunt tehnologii de comunicații mobile care oferă acces la internet de mare viteză pentru dispozitive mobile (smartphone, tablete) și rutere Wi-Fi cu conectare prin 5G/4G/3G și rutere MiFi. Atunci când introducem o cartelă SIM în telefon acesta se conectează la ISP și de obicei este nevoie să setăm în telefon APN-uri sau introduce un eSIM. De peste 10 ani acest mod e cel mai comun mod de a avea internet de la un Furnizor de Servicii de Internet (ISP), precum DIGI, Vodafone, Orange dar și alții.

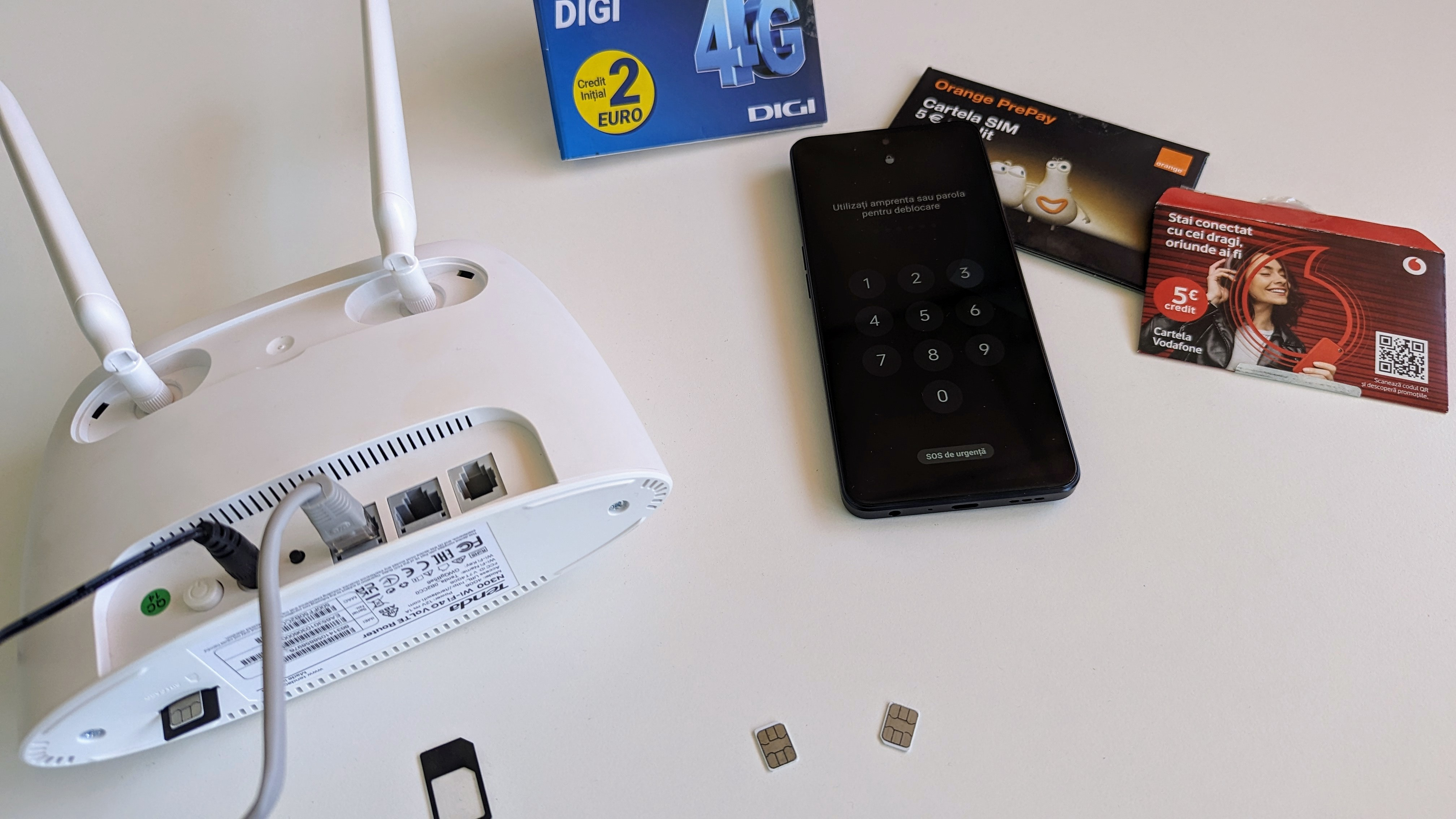
Cartele SIM de la diverși furnizori de servicii de internet (ISP) pentru conectarea la internet a unui smartphone sau a unui ruter Wi-Fi 4G/3G. Ruterul poate fi conectat și prin cablu Ethernet la încă un ISP iar telefonul la încă un ISP deoarece are 2 sloturi SIM.

Fiecare metodă are avantajele și dezavantajele sale și poate fi mai potrivită în funcție de nevoile specifice ale utilizatorului.

### Moduri de conectare și autentificare la ISP

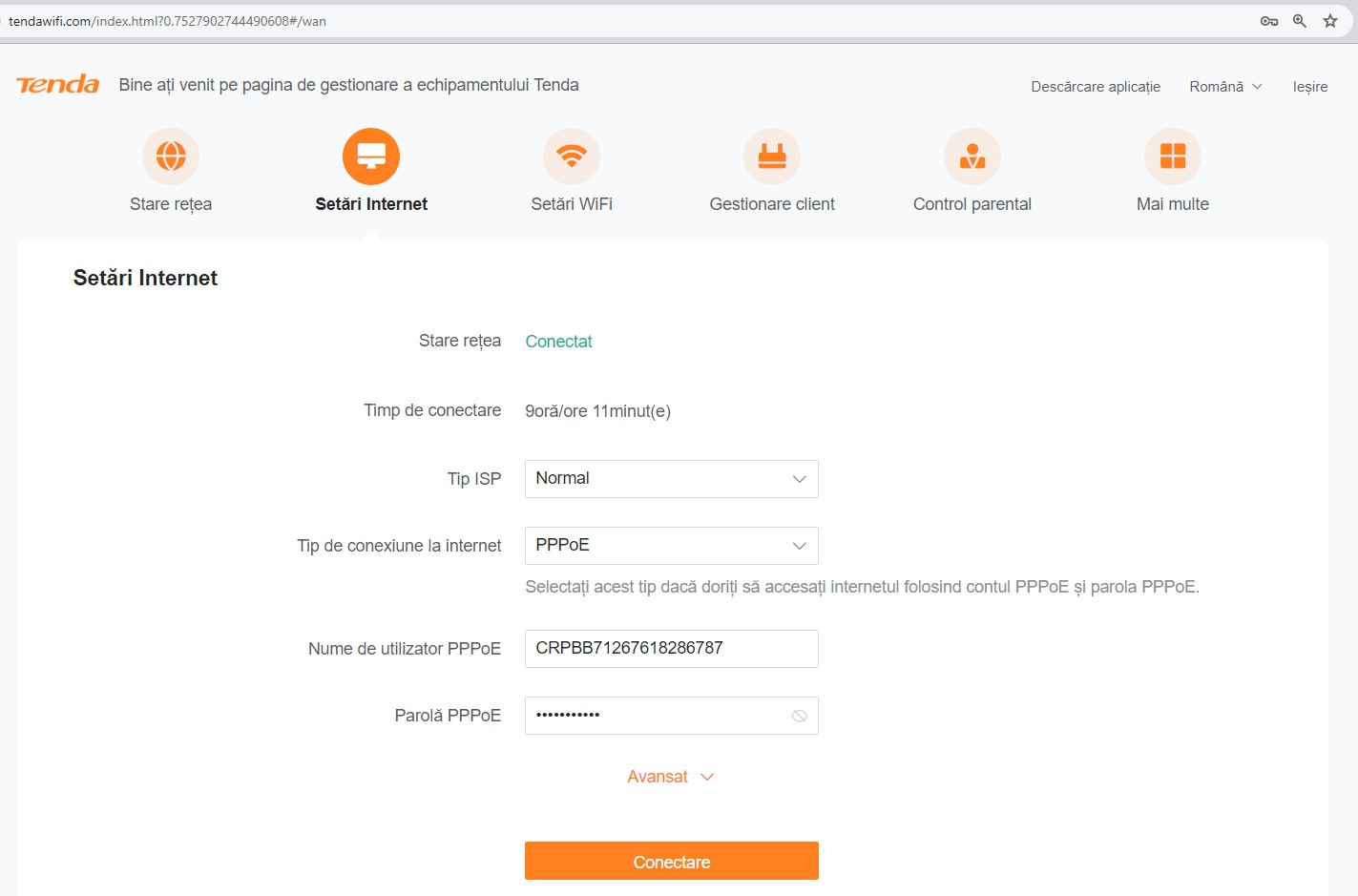
Din pagina de configurare locală a unui ruter Wi-Fi, din Setări Internet putem selecta modulul de conectare. În acest exemplu, s-a selectat PPPoE apoi s-a introdus utilizatorul și parola PPPoE oferite abonatului de către ISP. În acest exemplu s-a utilizat un ruter Tenda, dar alți producători au setări asemănătoare cu acesta.

- PPPoE (Point-to-Point Protocol over Ethernet): Acesta este un protocol de rețea folosit pentru a transporta pachete IP prin intermediul unei conexiuni Ethernet. PPPoE permite autentificarea și configurarea dinamică a adreselor IP, ceea ce-l face ideal pentru a stabili conexiuni rapide și sigure la internet. Acesta e cel mai comun mod de autentificare la serverele ISP-istului pentru a avea acces la internet din România.
- IP dinamic: Acesta este un tip de adresă IP care se schimbă la fiecare conexiune la internet sau la intervale regulate de timp. Acest lucru este gestionat de serverul DHCP (Dynamic Host Configuration Protocol) al furnizorului de servicii de internet2.
- IP static (sau IP fix): Acesta este un tip de adresă IP care rămâne constantă și nu se schimbă în timp. Adresele IP statice sunt adesea utilizate pentru servere sau pentru dispozitive care necesită o adresă IP constantă, cum ar fi camerele de supraveghere sau imprimantele de rețea.
- Cartelă SIM, eSIM și APN: După introducerea unei cartele SIM uneori este nevoie de setarea unui APN. Însă chiar cartela SIM este modul de autentificarea și acces la o rețea mobilă. APN este acronimul pentru Access Point Name (Nume punct de acces) și definește un set de setări necesare pentru a realiza o conexiune la internet. APN-ul definește calea de rețea pentru întreaga conectivitate de date celulare. Unii operatori de telefonie solicită introducerea configurărilor APN pentru configurarea serviciului de date celulare. Un APN constă în configurații/setări (setările APN) care dictează modul în care dispozitivul tău se va conecta la internet. În cele mai multe cazuri, dispozitivul tău mobil le configurează automat atunci când se conectează la rețeaua mobilă. APN-urile pot fi publice sau private.

## Servicii conexe
- DNS
- DNS dinamic
- servere Usenet
- servicii de E-mail
- servicii de găzduire web